# Charlevoix
Pour les articles homonymes, voir Charlevoix (homonymie).
Charlevoix est une région naturelle, historique et touristique de la Capitale-Nationale, au Québec. Elle est située au nord-est de la ville de Québec, sur la rive nord du fleuve Saint-Laurent, entre Petite-Rivière-Saint-François et l'embouchure du Saguenay. Son cœur est constitué de la Réserve de la biosphère de Charlevoix, lieu d'impact d'un astéroïde, événement survenu il y a environ 400 millions d'années et connu sous le nom d'astroblème de Charlevoix.

## Étymologie
Charlevoix a été nommé ainsi pour la première fois, en 1855, lors du redécoupage de la carte électorale du Canada-Uni. Ce nom honore la mémoire du voyageur et historien jésuite Pierre-François-Xavier de Charlevoix.

## Géographie

### Relief

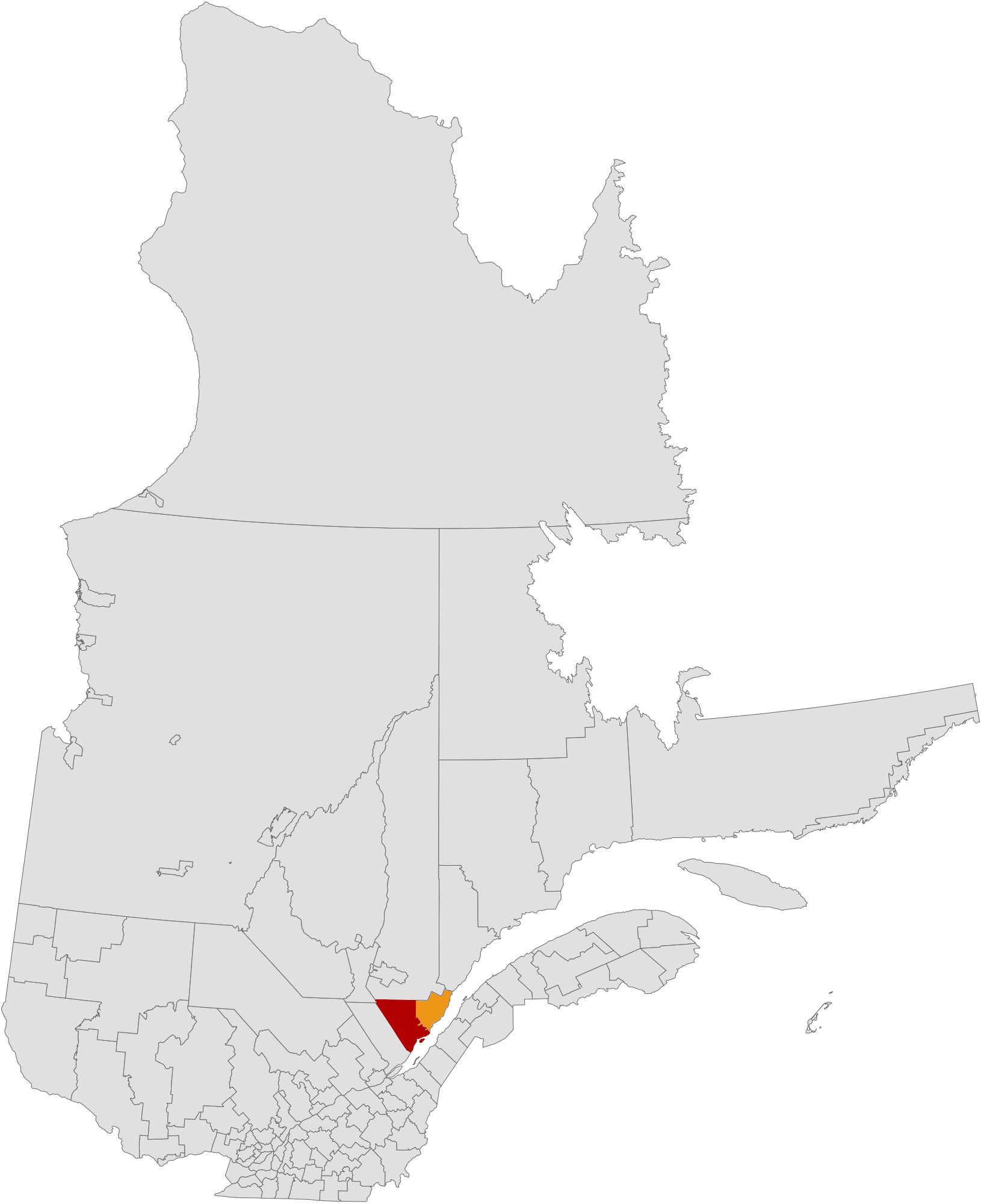
Cette région est formée des MRC de Charlevoix (en rouge) et de Charlevoix-Est (orange).

Située au cœur du Bouclier canadien, Charlevoix doit son relief disparate aux diverses glaciations ayant affecté son territoire, mais également à l'impact d'une météorite l'ayant frappé il y a 400 millions d'années. À vol d'oiseau, on peut apercevoir, parallèle au fleuve Saint-Laurent, la plus ancienne chaîne de montagnes du monde : les Laurentides. Toujours en vue aérienne, on remarque qu'une succession de sommets, rabotés par le temps et la glace, et de vallées sont découpés par le cratère météorique, pour former un arc de cercle.
En glissant vers le milieu du cratère, on croise un relief beaucoup moins abrupt, constitué de vallées et d'un plateau central onduleux. C'est d'ailleurs ce qui explique que plus de 90 % des habitants de la région aient élu domicile sur la partie couverte par l'impact du corps céleste. Au centre du cratère, pointe le mont des Éboulements, qui est le résultat d'un rehaussement à la suite de la collision entre la météorite et cette partie du Québec. Le mont des Éboulements, ainsi que la municipalité du même nom, furent, en 1663, le lieu d'un important glissement de terrain provoqué par un tremblement de terre, ce qui contribua à façonner le visage particulier de cet endroit.

### Géologie - Séismes

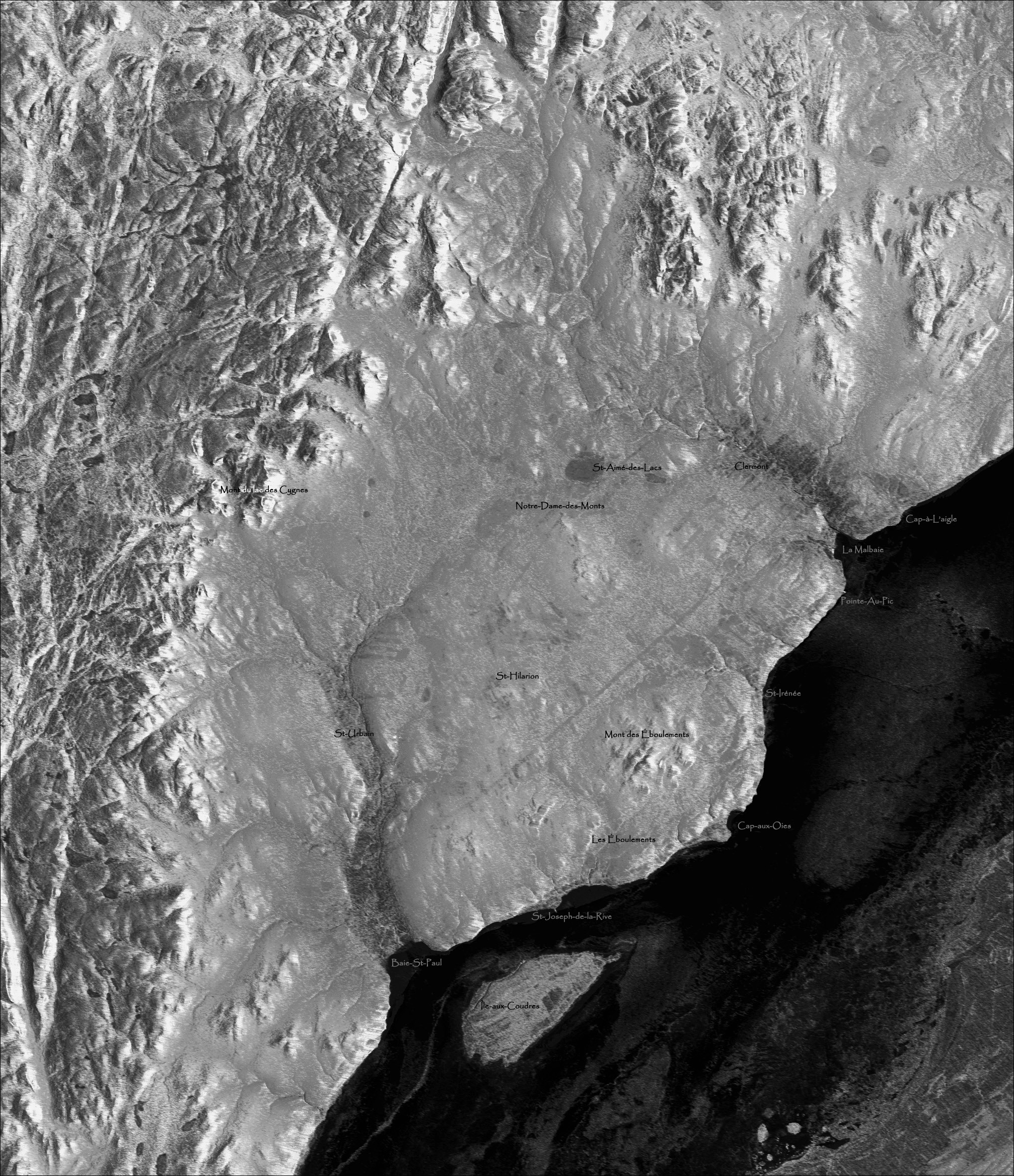
Astroblème de Charlevoix

La région de Charlevoix est reconnue pour son potentiel d’activité sismique important. En fait, la Zone sismique de Charlevoix (ZSC) est la plus active de l'est du Canada. Au fil de son histoire, plusieurs secousses y ont été ressenties. Entre octobre 1977 et décembre 1997, quelque 1 500 tremblements de terre de magnitude variant entre -1,0 et 5,0 furent enregistrés par un réseau sismographique local.Il est également estimé que depuis l’arrivée des Européens en Amérique, au moins sept séismes de magnitude allant de 6,4 à 7,5 sur l’échelle de Richter ont fait trembler la terre dans la région. Plusieurs séismes ont été répertoriés par des récits tels en 1534-1535, 1663, 1791, 1860, 1870, 1925, 1952. Les tremblements de terre plus récents ont une intensité connue (1952 et 1988).  La secousse d'octobre 1925 a été évaluée à une magnitude de 7 par les spécialistes. Le dernier séisme connu de 1988 avait Chicoutimi (Saguenay) pour épicentre.
Cependant, la région charlevoisienne ne devrait pas connaître un nombre si important de tremblements de terre. Plusieurs hypothèses ont été formulées pour expliquer cette « anomalie » naturelle. Parmi celles-ci, dont aucune ne fait consensus, nous retrouvons : la faille de Logan, la météorite, le rift du Saint-Laurent et le paléo-rift d'Iapetus.
La faille de Logan est une hypothèse qui a été rejetée par les experts, mais qui est pointée du doigt lorsqu'un séisme d'importance survient au cœur de la région. Encore bien implantée dans la croyance populaire, elle relie l'activité sismique de Charlevoix à cette faille qui longe le fleuve Saint-Laurent et qui marque le front de la chaîne des Appalaches.
Une autre hypothèse, celle de la météorite, est celle qui est la plus souvent avancée par les scientifiques. La chute de cette roche venue de l'espace a changé à jamais le visage de la région, il y a 350 millions d'années. Cette météorite a créé l'astroblème de Charlevoix, qui se retrouve maintenant à cheval entre la côte charlevoisienne et le fleuve Saint-Laurent. On estime le diamètre de cette météorite à 2 km. Le résultat de cet impact est l'affaiblissement et la fracture de la croûte terrestre à cet endroit.
L'hypothèse du rift du Saint-Laurent de son côté stipule que la sismicité de l'est du Canada, incluant celle de Charlevoix, est due à un jeu de failles qui survient dans ce rift constitué par la vallée du Saint-Laurent, relié à l'ouverture de l'Atlantique au Mésozoïque. Cette hypothèse ne pèse pas lourd dans la balance puisque l'existence même du rift n'est pas prouvée.
La dernière hypothèse avancée, celle du paléo-rift d'Iapetus, fait référence aux failles dans le Bouclier canadien qui sont reliées à l'ouverture de l'Océan Iapetus et qui traversent toute la croûte terrestre. À l'heure actuelle, cette hypothèse est celle qui est étudiée le plus sérieusement par les géophysiciens. En complément à l'hypothèse de la météorite, elle constitue la réponse la plus adéquate pour expliquer la sismicité de la région de Charlevoix.

### Flore et faune

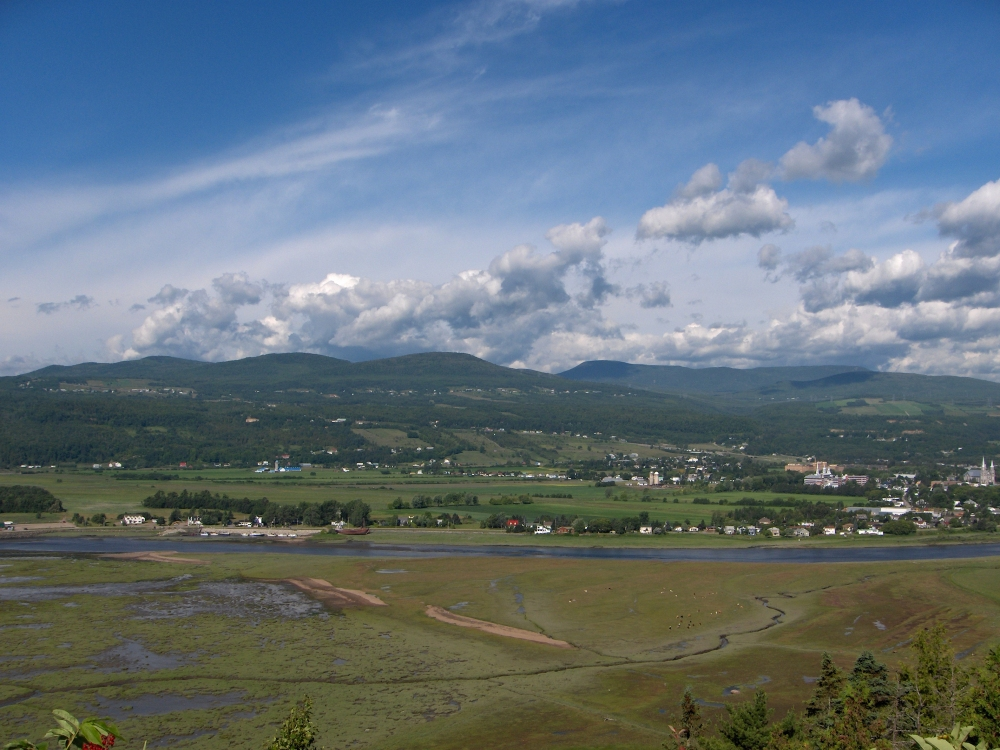
Baie-Saint-Paul

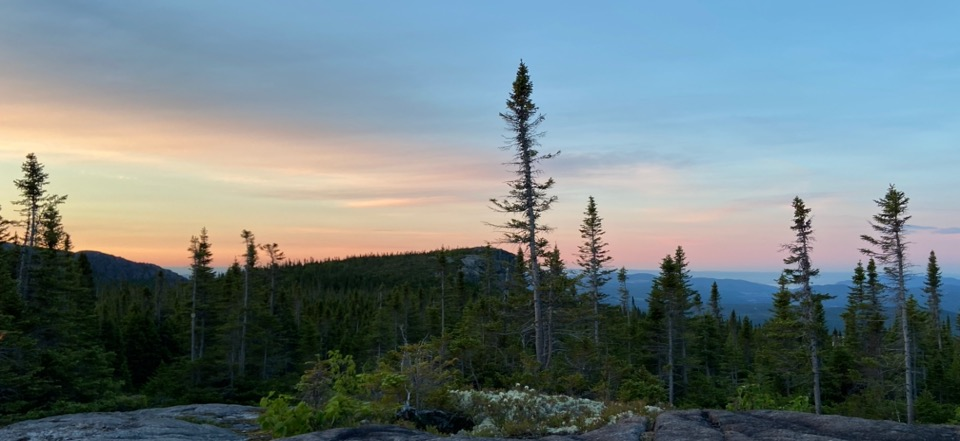
Lever de soleil au Parc National des Grands Jardins

Lieu de prédilection pour les artistes peintres, Charlevoix se démarque par sa flore qui est constituée de plusieurs zones de végétation : forêt boréale (taïga), forêt mixte (la région de Charlevoix est recouverte, en 2012, à 90 % de forêt), et toundra. Ainsi, selon l’altitude à laquelle il se trouve, le visiteur peut observer des paysages dignes d'une toile. Ceux-ci sont composés, jusqu'à 200 m de bouleaux jaunes et d'érables, de 200 à 600 m de forêt mixte, de 600 à 800 m de Pessière (principalement d'épinette noire mais également blanche) et de sapinière (bouleau blanc et sapin baumier). Jusqu'à environ 950 m, c'est l'abondance de lichen clairsemé d'épinette noire. Au-delà de cette altitude, la végétation se fait encore plus rare et se limite surtout aux arbustes, aux plantes herbacées et aux lichens.
Vu le relief de la région, l'épinette noire occupe environ 50 % du territoire et constitue ainsi la principale espèce de l'espace forestier. Cette composition est toutefois bien différente de ce qu'elle a déjà été : jusqu'au  milieu du XVIIIe siècle, colons et industriels ont abattu de nombreux érables, merisiers, chênes et hêtres pour la transformation du bois ainsi que du pin rouge duquel on extrayait de la résine servant au calfatage des canots.

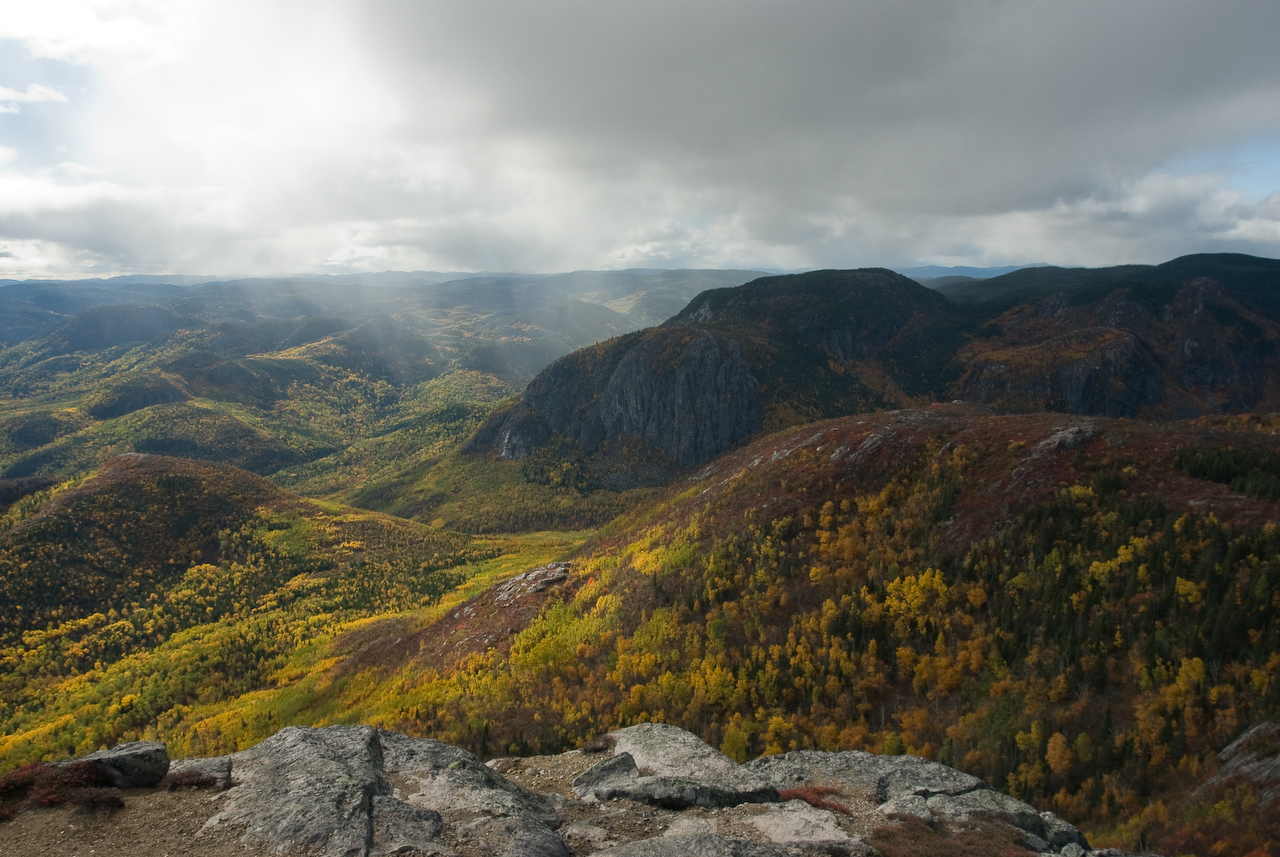
Parc national des Grands-Jardins

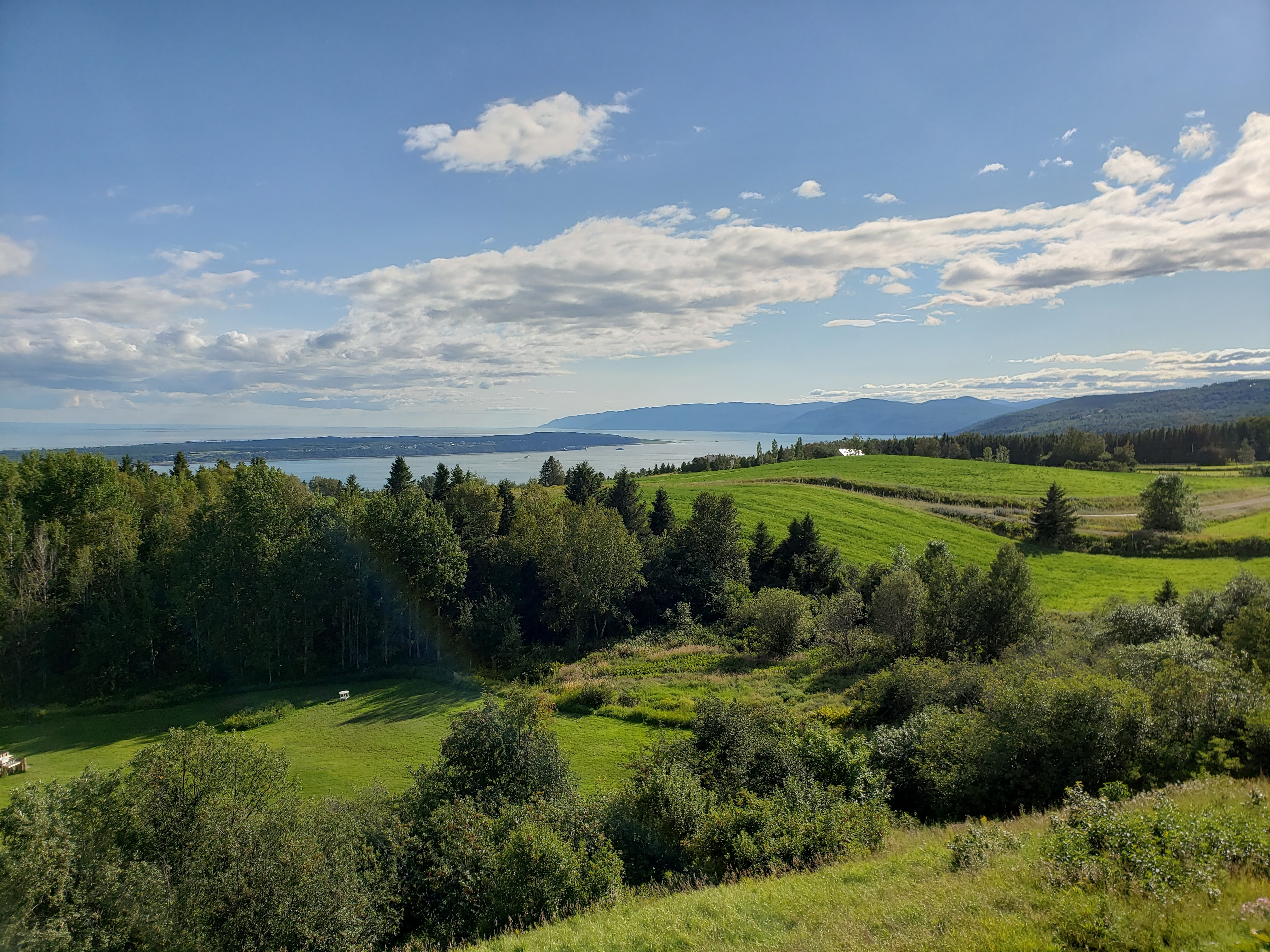
Charlevoix

Cette richesse dans sa diversité végétale a notamment valu à la région d'être identifiée, par l'UNESCO, en tant que Réserve de la biosphère de Charlevoix. Il s'agit également de l'une des rares réserves de la planète à être habitée par quantité d'espèces fauniques. Parmi celles-ci, on retrouve trois grands cervidés : l’orignal, le cerf de Virginie et le caribou. Inconnu dans la région avant 1950, le coyote a fait son apparition à la suite de grands déplacements qui ont amené cette espèce à s'installer partout en Amérique, de 1829 à 1948.
De nombreux saumons de l’Atlantique sautent également dans ses rivières, alors que ses lacs sont un havre pour les truites mouchetées. Des oiseaux migrateurs, tels que le goéland, le canard, l’oie et le limicole, trouvent refuge sur ses branches, ses terres et ses étendues d'eau. Fait à noter, Charlevoix est une région phare quant à l’observation des phoques, des visons et de six espèces de baleine, dont les bélugas.

#### Caribous et Grands-Jardins
Disparu des hauts plateaux de Charlevoix au début du XXe siècle à la suite d’une chasse abusive, le caribou forestier est revenu dans la région grâce à la détermination de biologistes qui ont participé à sa réintroduction. Pour ce faire, 82 bêtes ont été transportées en avion à partir du Grand Nord québécois, entre 1969 et 1972. Depuis, les caribous de Charlevoix vivent dans le parc national des Grands-Jardins,.
Ce parc a le privilège de constituer l'une des aires centrales de la Réserve de la biosphère de Charlevoix, statut octroyé à la région par l'UNESCO.

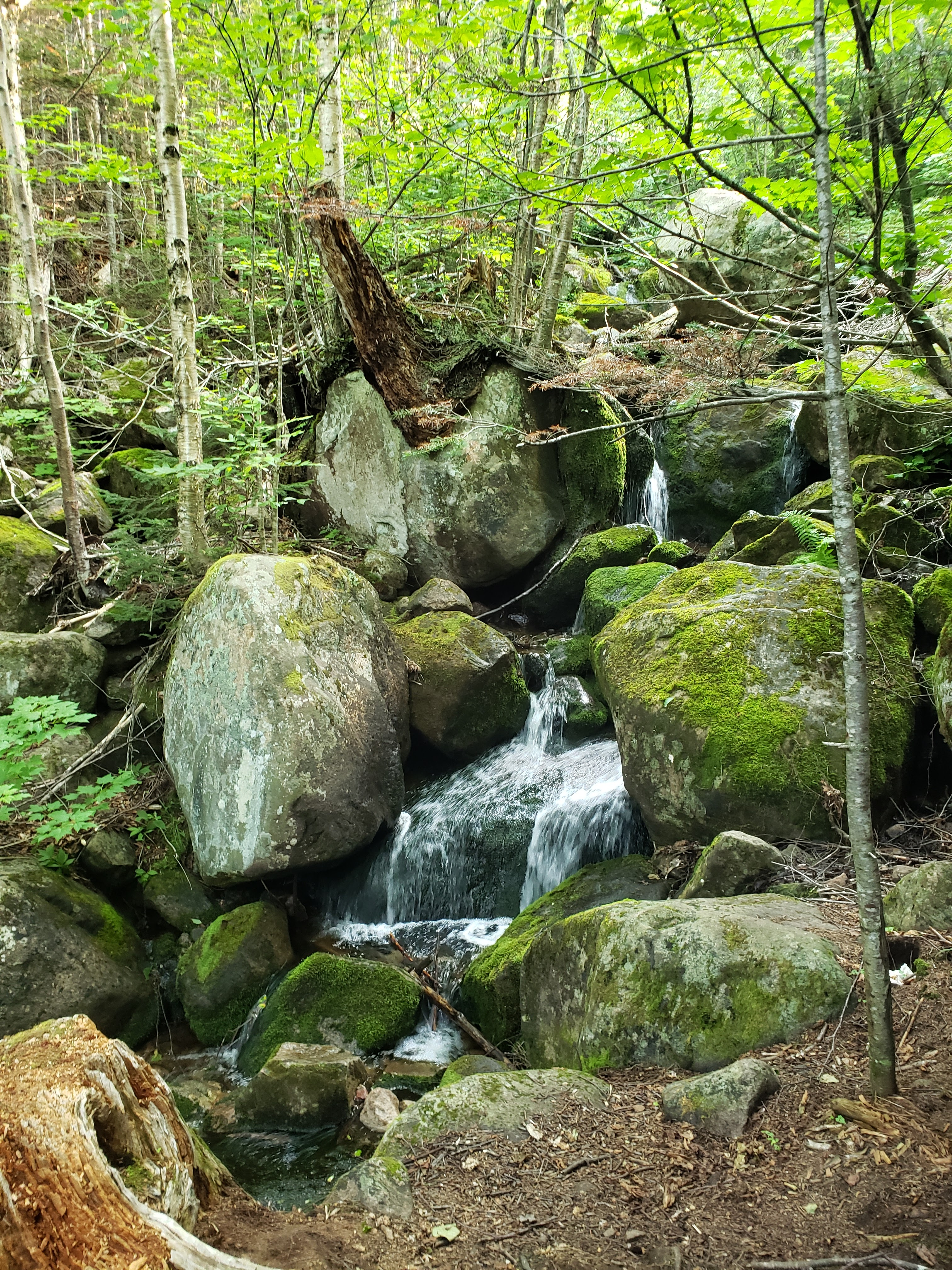
Parc de la Malbaie

Son principal enjeu de conservation est de protéger les habitats aquatiques et les sommets. Les équipes qui y travaillent veillent à faire respecter rigoureusement les quotas de pêche, afin d'assurer la pérennité de l'écosystème aquatique. Elles visent aussi à maintenir les populations de saumons de fontaine ou ombles de fontaine , et d’ombles chevaliers, et procèdent à la caractérisation des plans d’eau ainsi qu’à l’identification des frayères.

## Histoire

### Histoire autochtone

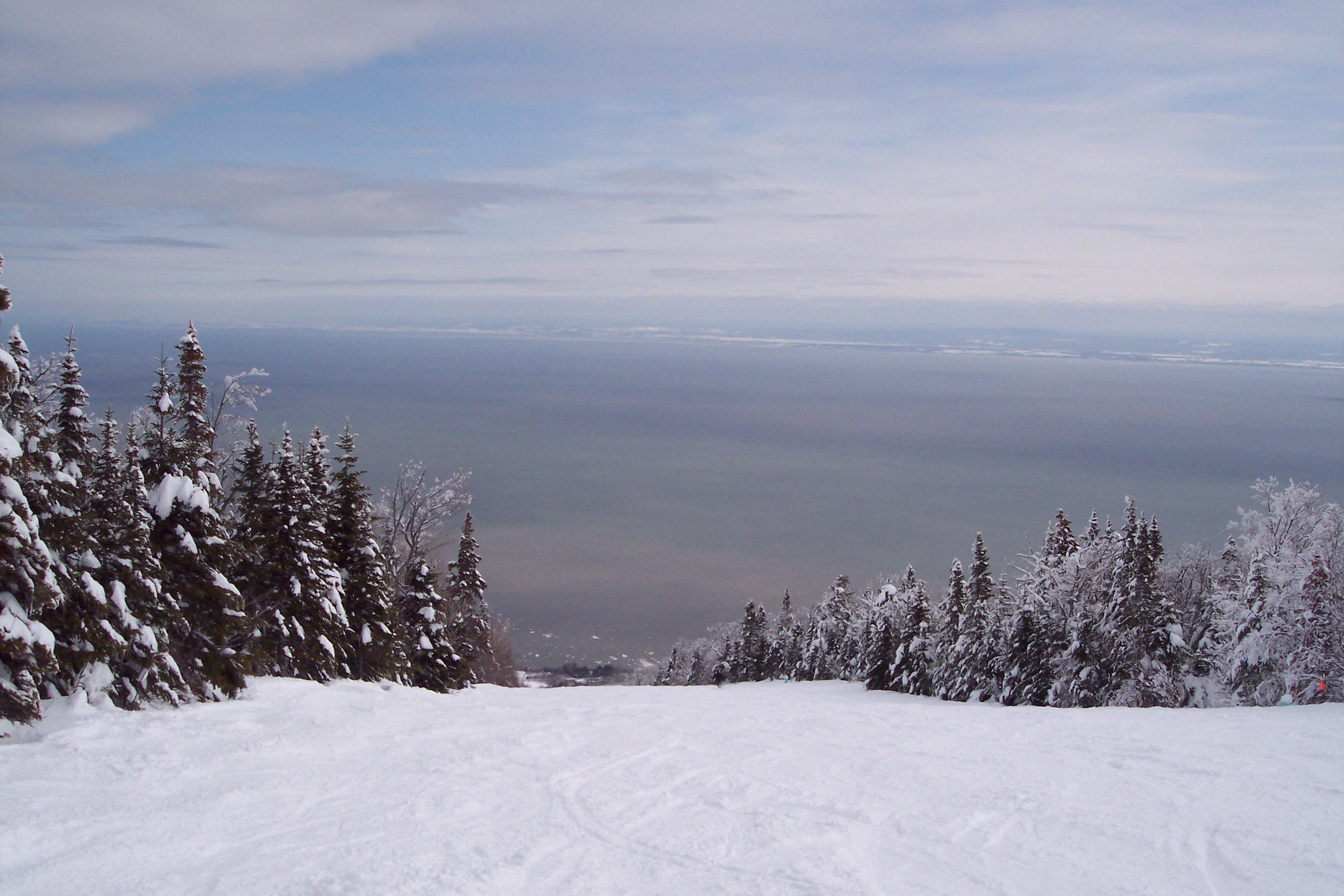
Le Saint-Laurent vu depuis Le Massif de Petite-Rivière-Saint-François.

Avant l'arrivée des colons d'origine européenne au XVIIe siècle, les peuples Montagnais, Etchemins et Algonquins occupaient le territoire de Charlevoix. La région charlevoisienne était un lieu de passage de prédilection pour les autochtones qui pratiquaient la chasse et la pêche. L'Île-aux-Coudres était entre autres l'un des lieux privilégiés pour chasser le béluga et le marsouin. Sur une base saisonnière, les autochtones s'installaient également sur la pointe aux Alouettes près du Saguenay, à Port-aux-Femmes sur la rivière Noire et près de la rivière Malbaie et de la Petite Rivière (Saint-François). Les déplacements à l'intérieur des terres s'effectuaient par des sentiers à travers la forêt.

### Colonisation
La région est pour la première fois observée par les Européens en 1535 lors du second voyage de Jacques Cartier. Le 6 septembre 1535, il jette l'ancre sur l'île aux Coudres, face à la partie côtière de Charlevoix, elle-même située sur la rive gauche du Saint-Laurent. Si l'île aux Coudres (ainsi que d'autres îles avoisinantes) paraît à Cartier et son équipage habitable et propre à la cultivation, ils sont impressionnés par le relief difficile des terres de Charlevoix et doutent qu'un développement y soit possible. Pendant de nombreuses années, des postes sont exploités dans la région en vue de l'exploitation forestière et dans une moindre mesure de la traite de fourrure, mais aucun établissement stable n'y existe encore.
En 1636, les premiers territoires étant accordés en seigneurie sont ceux de Baie Saint-Paul, s'étendant dès lors des municipalités actuelles des Éboulements jusqu'à Saint-Siméon. En 1653, c'est la seigneurie de La Malbaie qui est établie, mais les deux fermes qu'elle comprenait seront finalement détruites par la guerre de 1759, qui verra le territoire de la Nouvelle France passer sous contrôle britannique. Deux officiers écossais ayant notamment servi lors de la bataille des Plaines d'Abraham, John Nairne (en) et Malcolm Fraser, se verront attribuer la seigneurie de La Malbaie qu'ils se diviseront et qui verra s'établir pour la première fois une population durable.
Les officiers octroient des terres à des colons selon les règles qui prévalaient lors du régime français, mais la population reste peu nombreuse; à peine 200 à La Malbaie et environ 3000 dans la micro-région composée de Baie-Saint-Paul, des Éboulements, de l'Île aux Coudres et de Petite-Rivière. Quarante ans plus tard, cette population triple, se chiffrant à 8385 âmes en 1831, La Malbaie accaparant environ le tiers de ces gains

### Période moderne
Plusieurs moulins à scie voient le jour au XVIIIe siècle, mais on se rend vite compte qu’on ne peut fonder trop d’espoir sur le développement forestier : les terres ne présentent guère de potentiel si ce n’est pour répondre aux besoins des familles. L’implantation de fabriques de fromage fera progresser l’industrie laitière, mais elle est rapidement en déclin, les pâturages de la région étant restreints. La construction de goélettes connaîtra une importante augmentation mais, incapable de concurrencer la grande industrie navale, l’industrie du cabotage disparaît au XXe siècle. C’est donc le tourisme et la villégiature qui permettront à Charlevoix de prendre son essor.

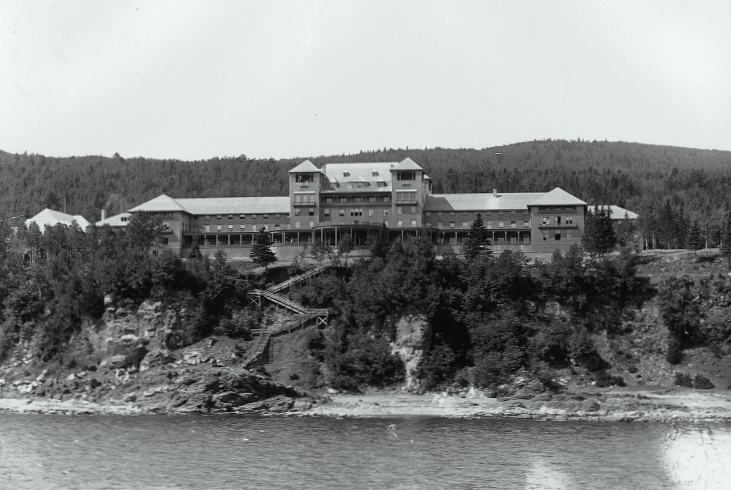
Manoir Richelieu, vers 1895 ?

Le futur président des États-Unis William Howard Taft comptait au nombre des villégiateurs fortunés qui y possédaient une résidence estivale. Il décrivait ainsi l'air de Murray Bay (La Malbaie): il « enivrait comme du champagne, mais sans les maux de tête du lendemain ». La tradition d’accueil est d’ailleurs un des fils conducteurs de l’histoire de cette région. Les seigneurs écossais Malcolm Fraser et John Nairn ont commencé à recevoir des visiteurs dans leur manoir de La Malbaie dès 1760.
Le premier hôtel de grand prestige de Charlevoix, le Manoir Richelieu, est construit en bois en 1898. Sa réputation traverse les frontières et sa clientèle fortunée est américaine aussi bien que canadienne, principalement anglophone. La gloire sera cependant de courte durée, puisqu’un incendie le ravage complètement, le 12 septembre 1928. Il est rapidement reconstruit, et rouvre ses portes dès le 15 juin 1929,
En 1919, le chemin de fer Charlevoix est complété et atteint La Malbaie.
L'aéroport de Charlevoix est inauguré en 1962 dans les hauteurs de Saint-Irénée. Il est la propriété de la MRC de Charlevoix-Est depuis 1977.
Le tourisme reste la principale activité économique de la région au début du XXIe siècle grâce à un réseau d’auberges et de gîtes du passant qui, autant que les magnifiques paysages, attirent les voyageurs en quête de grands espaces. Le tournage de l’émission Le Temps d'une paix attire un grand nombre de touristes entre 1980 et 1986. L’ouverture d’un casino vise à relancer l’industrie touristique. Toutefois, malgré une riche culture régionale et son statut de lieu touristique largement reconnu, l’économie demeure fragile, et Charlevoix n’arrive pas à empêcher les travailleurs de chercher des emplois ailleurs.
Charlevoix est reconnue en 1988 comme réserve de biosphère par le programme L'homme et la biosphère de l'UNESCO.

## Tourisme

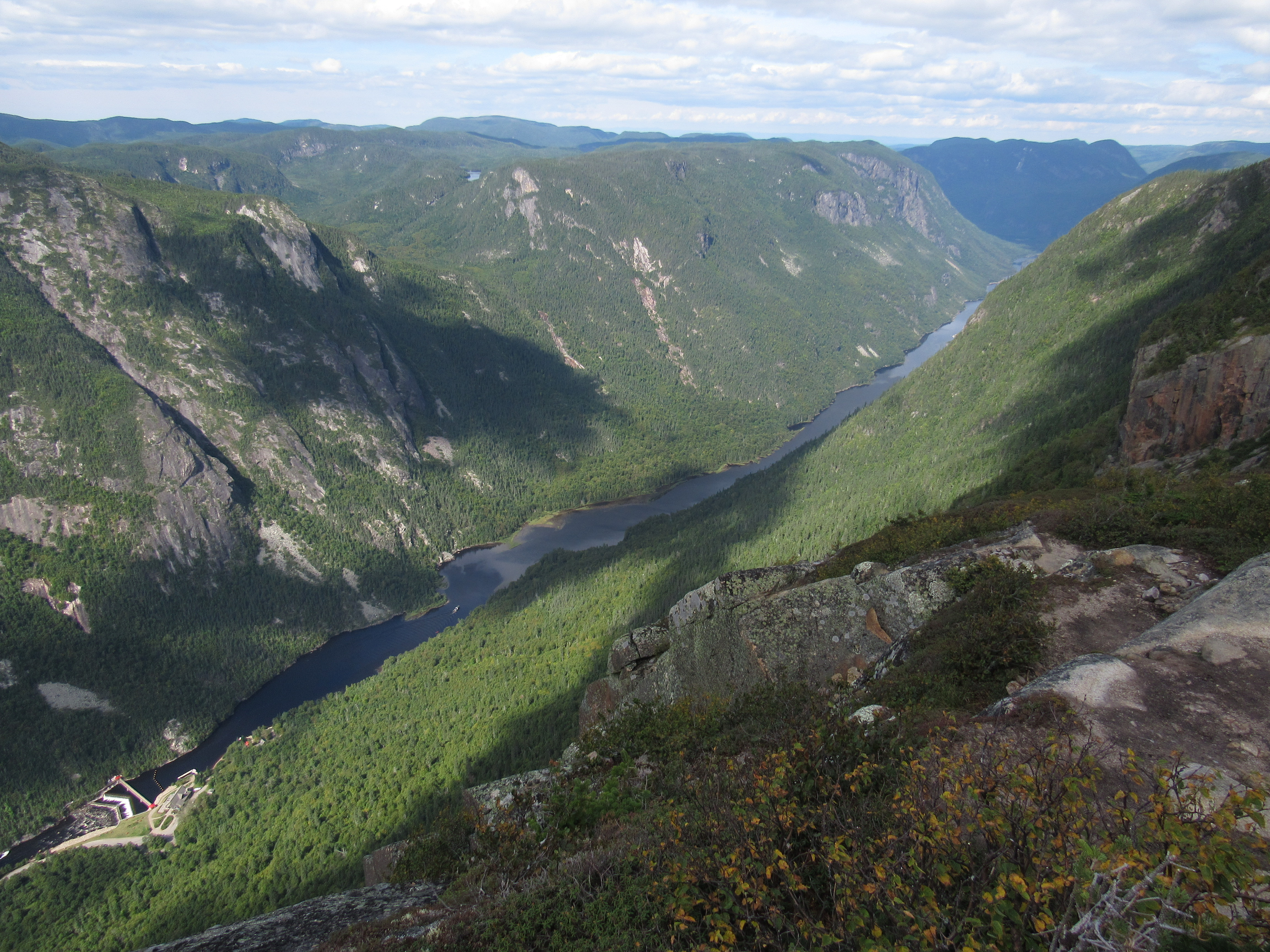
Gorges de la rivière Malbaie depuis le sommet de l'Acropole des Draveurs

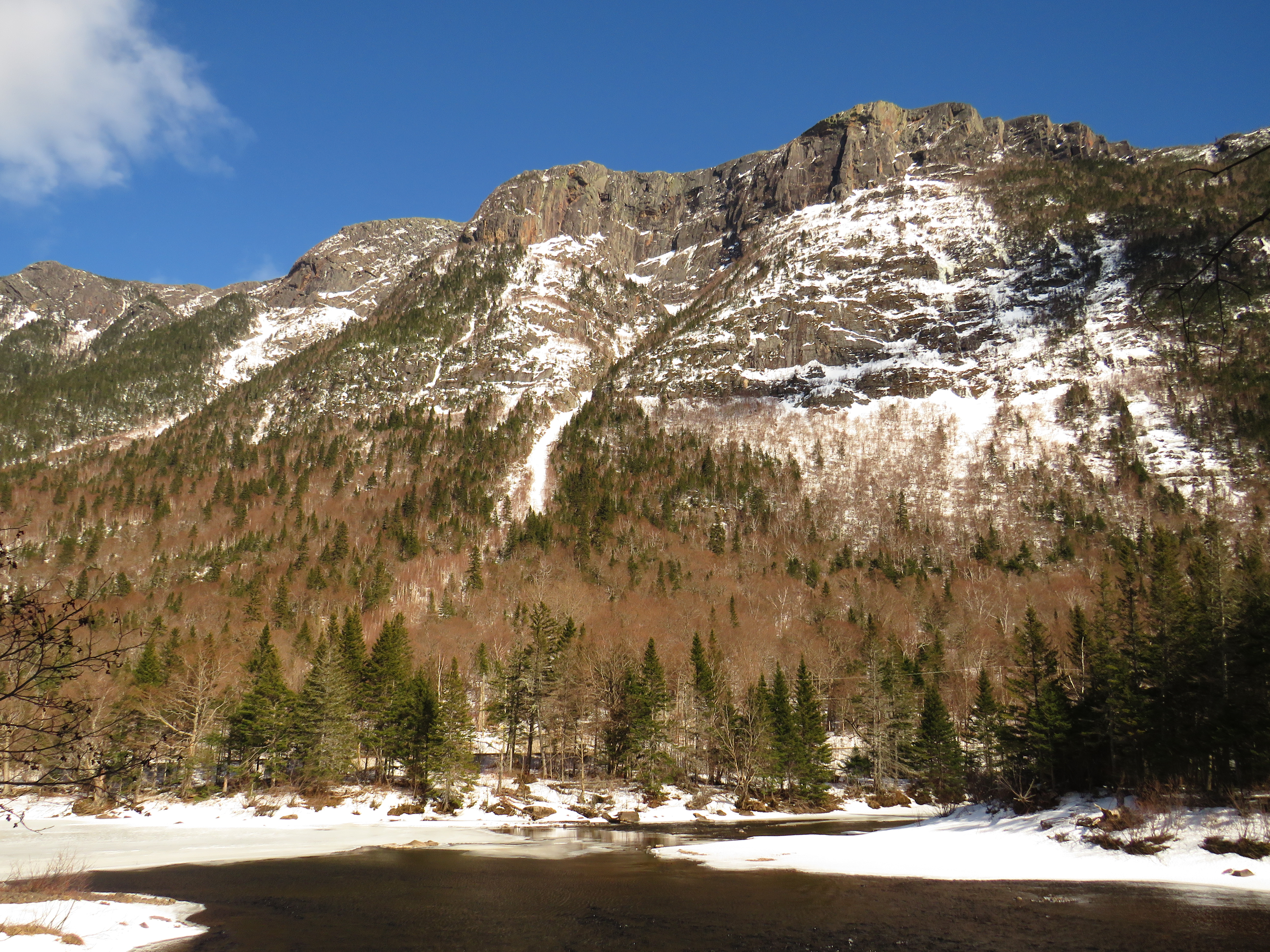
Acropole des Draveurs

Charlevoix constitue une des 22 régions touristiques du Québec. La région possède plusieurs attraits touristiques tant estivaux qu'hivernaux. Bordée par le fleuve Saint-Laurent et entourée des chaines de montagne des Laurentides, la région a des sentiers de randonnée pédestre, dont la longueur peut atteindre jusqu'à 150 kilomètres, ainsi que des pistes de motoneige avec des chemins dédiés à ce sport, qui se prolongent sur 550 kilomètres.  
Un autre trajet s'ajoute aux attraits de Charlevoix : 121 kilomètres séparent le parc national des Grands Jardins et le parc national des Hautes-Gorges-de-la-Rivière-Malbaie et permettent la vue sur les montagnes des Laurentides. Quelques monts de ski se partagent également Charlevoix tels que le Massif et Grands-Fonds.  

## Jumelage
- Tignes  (France) depuis 1977 (coopération décentralisée)[23].